# Torre Käfigturm
La Käfigturm è una torre di guardia medievale realizzata nel XIII secolo a Berna, nell'omonimo cantone, in Svizzera.

## Storia e Architettura

### Il Medioevo
La prima torre, che sorgeva sul luogo dell'attuale Käfigturm fu costruita nel 1256 durante la seconda espansione di Berna. Durante i quasi settanta anni trascorsi dalla costruzione della torre Zytglogge e delle prime mura della città, Berna si era espansa verso ovest lungo la penisola dell'Aar. Nel 1255, la città necessitava di una nuova cinta muraria, che fu costruita in brevissimo tempo.
La Käfigturm, molto simile alla torre Zytglogge, era un quadrato vuoto e gran parte del retro della torre era aperta alla città. Dopo la terza espansione della città nel 1345, la torre divenne una seconda linea di difesa.

### Il Quattrocento
Nel 1405 un incendio distrusse gran parte della città di Berna. Dopo l'incendio, la prigione della città fu spostata dalla torre di Zytglogge verso ovest fino al Käfigturm, che allora era conosciuto come il nüwe kefyen. Nel 1433, la torre fungeva anche da torre di guardia e di segnalazione. Ad un certo punto, tra il 1470 e il 1549, un tetto a padiglione fu aggiunto alla sommità della torre.

### Il Seicento
Il 19 maggio 1638, una commissione fu nominata dal consiglio comunale per sostituire la fatiscente torre Käfigturm. La vecchia torre fu demolita nel 1640 e il 29 maggio 1641 il consiglio comunale approvò l'idea di costruire una nuova torre che si ergesse leggermente a ovest della vecchia torre.
Nell'aprile del 1642, uno dei principali costruttori, Joseph Plepp, morì e fu l'altro capo costruttore, Antoni Graber, a prendere il pieno controllo del progetto. Il 20 gennaio 1643, i lavori esterni furono completati e Graber consegnò il progetto al mastro falegname Hans Stähli per la finitura del tetto e della falegnameria interna Entro la primavera del 1644, la maggior parte del lavoro interno fu terminata.

### La casa della vedova Günier
Durante la fase di pianificazione, la commissione stabilì che il nuovo Käfigturm sarebbe stato abbastanza grande da poter chiudere le varie prigioni intorno a Berna e spostarle tutte nella nuova torre. Nel febbraio del 1641, il consiglio comunale acquistò la casa della vedova di Hans Günier, recentemente scomparsa, situata a sud della nuova torre.

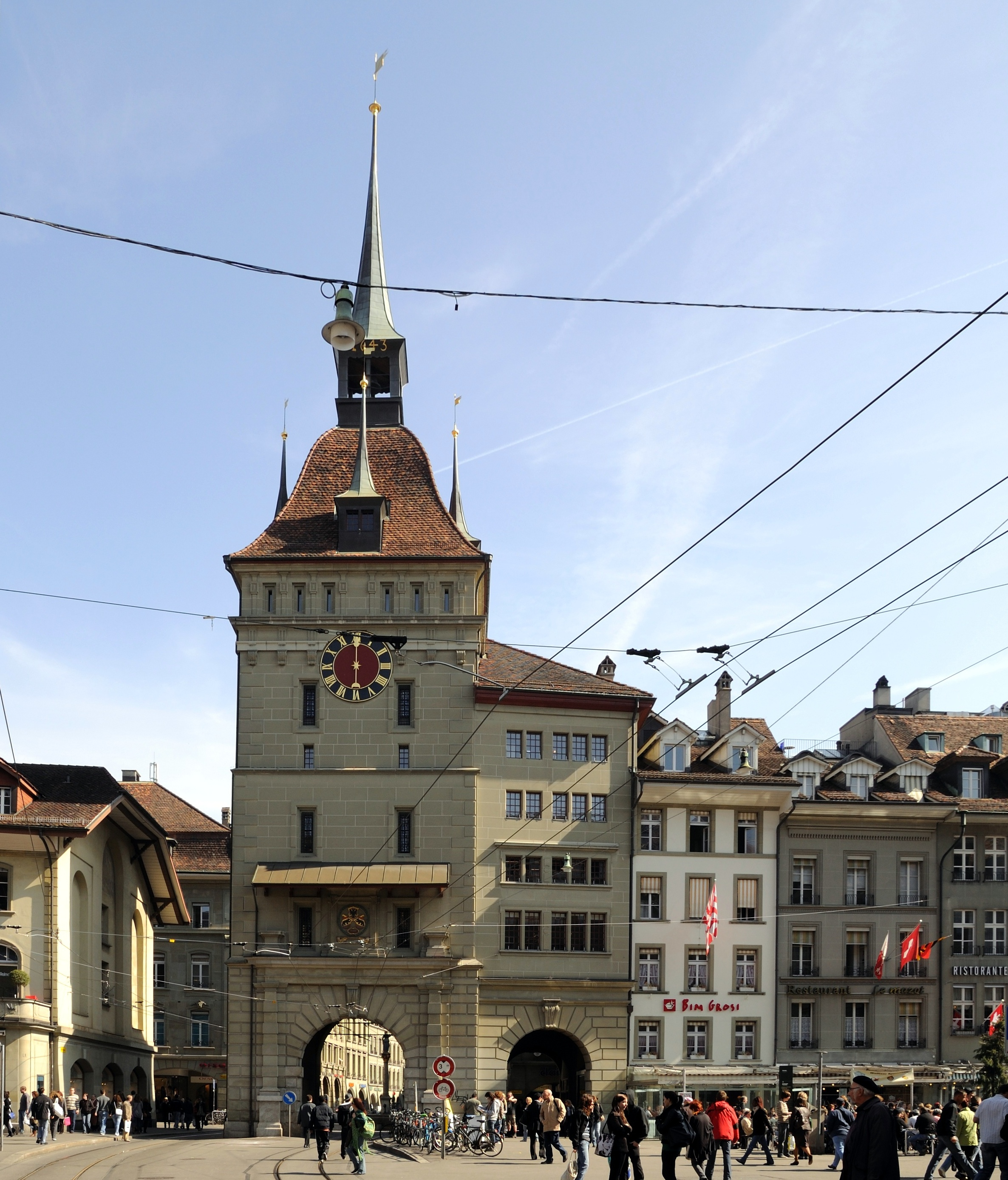
La Käfigturm, con accanto la casa della vedova Günier

La casa è stata ricostruita e resa parte della prigione di Antoni Graber. Una volta che Graber finì i lavori esterni sulla casa, l'interno fu costruito nel 1643/44 da Niclaus Bovet.

### La Fine del Seicento
Durante l'inverno del 1690, le prime modifiche furono apportate alla torre. Un quadrante è stato aggiunto sul fronte e sul retro del centro della torre. I cordoni decorativi e i triglifi e una finestra nella sezione centrale della torre sono stati tutti rimossi per aggiungere l'orologio. Il meccanismo per suonare automaticamente le campane fu installato nel 1699.

### Dal Settecento ai Giorni Nostri
La torre rimase praticamente invariata nei secoli successivi, anche se la casa annessa fu rinnovata e ottenne due aggiunte tra il 1794 e il 1805.
Nel 1903 e nel 1933 fu rinnovata la facciata ovest della torre. La facciata est fu rinnovata nel 1906. Per alleggerire la congestione del traffico, nel 1886 fu fatto un secondo passaggio pedonale attraverso la casa a nord della torre.
I sessanta prigionieri che erano stati alloggiati nella torre furono trasferiti nella prigione distrettuale a nord dell'edificio principale. Negli anni '50, diventò una torre di archivio e conservò gli archivi statali del cantone e gli archivi della corte suprema. Alla fine, nel 2001, il governo federale ha stabilito la torre come luogo di incontro per il Forum politico della Confederazione, un'organizzazione di persone interessate a discutere di politica.